# 雲紋擬冰鰧
雲紋擬冰鰧，為輻鰭魚綱鱸形目南極魚亞目鱷冰魚科的其中一種，分布於南冰洋海域，棲息深度200-800公尺，體長可達25公分，為底棲性魚類，屬肉食性，生活習性不明。
其种加词“maculatus”意为“有斑点、斑块、斑纹的”。